# Динитрамид аммония
Динитрами́д аммо́ния (ДНА или АДНА) — химическое соединение с формулой NH4N(NO2)2, аммониевая соль динитраминовой кислоты HN(NO2)2. При нормальных условиях представляет собой твёрдое кристаллическое вещество. Чувствителен к удару и свету. Может применяться для замены перхлората аммония как окислитель в составе экологически чистых ракетных топлив. Также применяется в пиротехнических составах для подушек безопасности в автомобилях.

## Свойства
Бесцветные кристаллы. Плотность 1,84 г/см³. Температура плавления 93 °C. Гигроскопичен, хорошо растворим в воде и других полярных растворителях, плохо растворим в неполярных растворителях. При нагревании до температуры свыше 135 °C начинает термически разлагаться с выделением азота, кислорода и воды. Сильный нагрев может привести к взрыву.

## Получение
Впервые динитрамид аммония был синтезирован в 1971 году в Институте органической химии имени Зелинского в СССР. Все работы по динитрамиду аммония были засекречены в связи с его применением как компонента высокоэнергетичных ракетных топлив, в том числе в ракетных комплексах Тополь-М. В 1989 году он был независимо синтезирован в США в Стэнфордском научно-исследовательском институте. В лабораторных условиях получается нитрованием, например, сульфаминовой кислоты и её солей на холоде, при этом процесс приходится вести при слабом красном свете, так как под действием обычного света вещество разлагается. Подробные сведения о способах промышленного производства до сих пор не раскрываются.

## Применение
Является сильным окислителем, что определяет его применение:
- в составе твёрдых ракетных топлив
- в составе взрывчатых веществ

Обеспечивает больший удельный импульс, чем другие окислители, в частности, перхлорат аммония.
Предлагается применение монотоплива на основе водно-спиртового раствора АДНА, как замена гидразина в двигательных установках космических аппаратов.
Динитрамид аммония входит в состав многих твёрдых ракетных топлив, где критичен максимально достижимый удельный импульс. Это либо верхние ступени боевых межконтинентальных баллистических ракет, либо разгонные блоки космических аппаратов (например, апогейные двигатели геостационарных спутников). Достоверно известно только о применении АДНА на третьей ступени последней модификации ракеты для БЖРК - РТ-23 УТТХ. Технология производства такого ТРТ осталась на Украине (в Павлограде)

## Безопасность
Будучи экологически чистым при применении (АДНА не содержит хлора), он применяется ограниченно из-за очень высокой цены и худших эксплуатационных свойств, по сравнению с другими широкораспространенными окислителями.